# Драувенермонд
Драувенермонд (нід. Drouwenermond) — село в нідерландській провінції Дренте. Входить до муніципалітету Боргер-Одорн.
Його площа становить 13,19 км², а населення станом на 2021 рік складало 585 осіб.
Перша згадка про населений пункт датується 1841 роком.

## Галерея

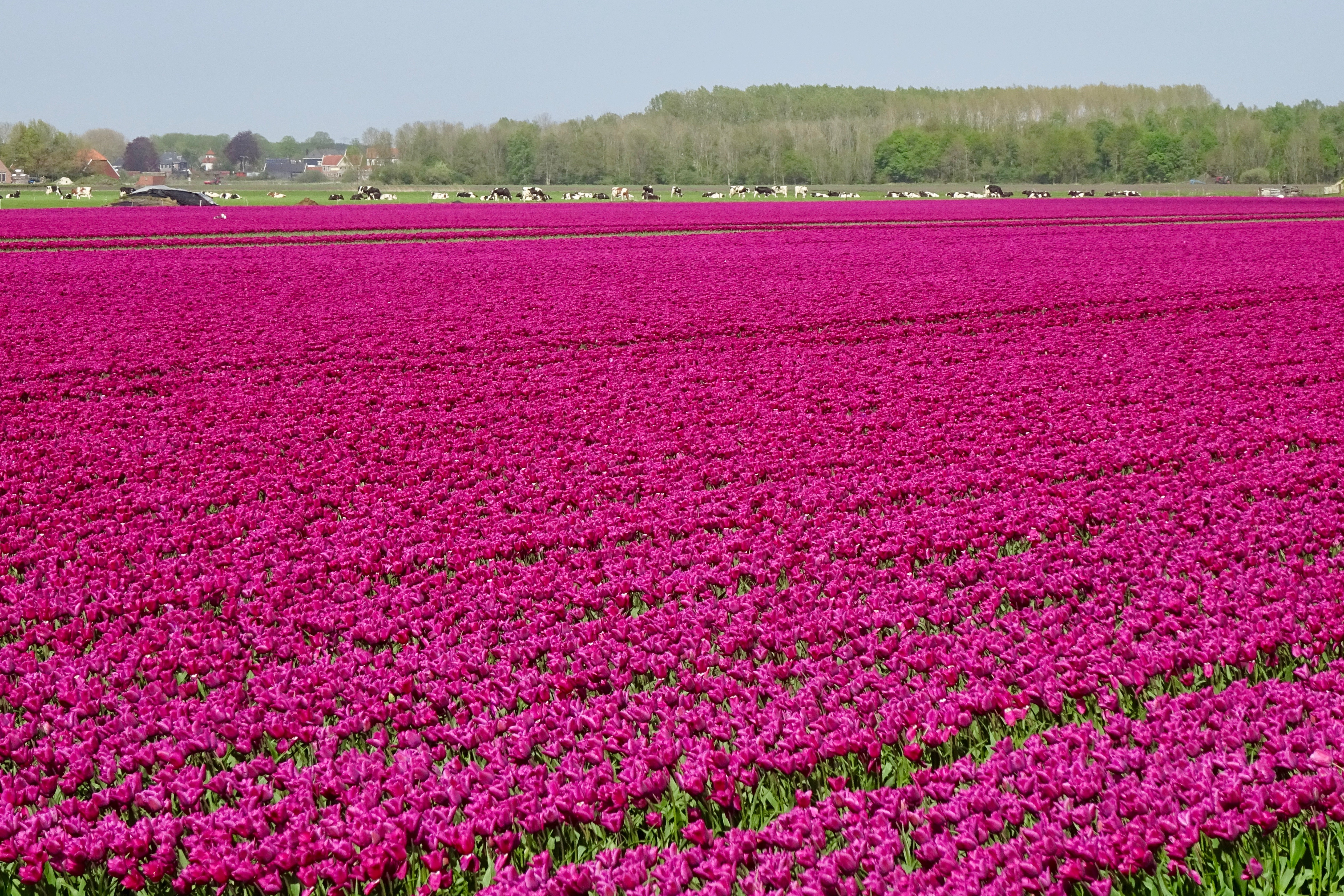
Тюльпанове поле
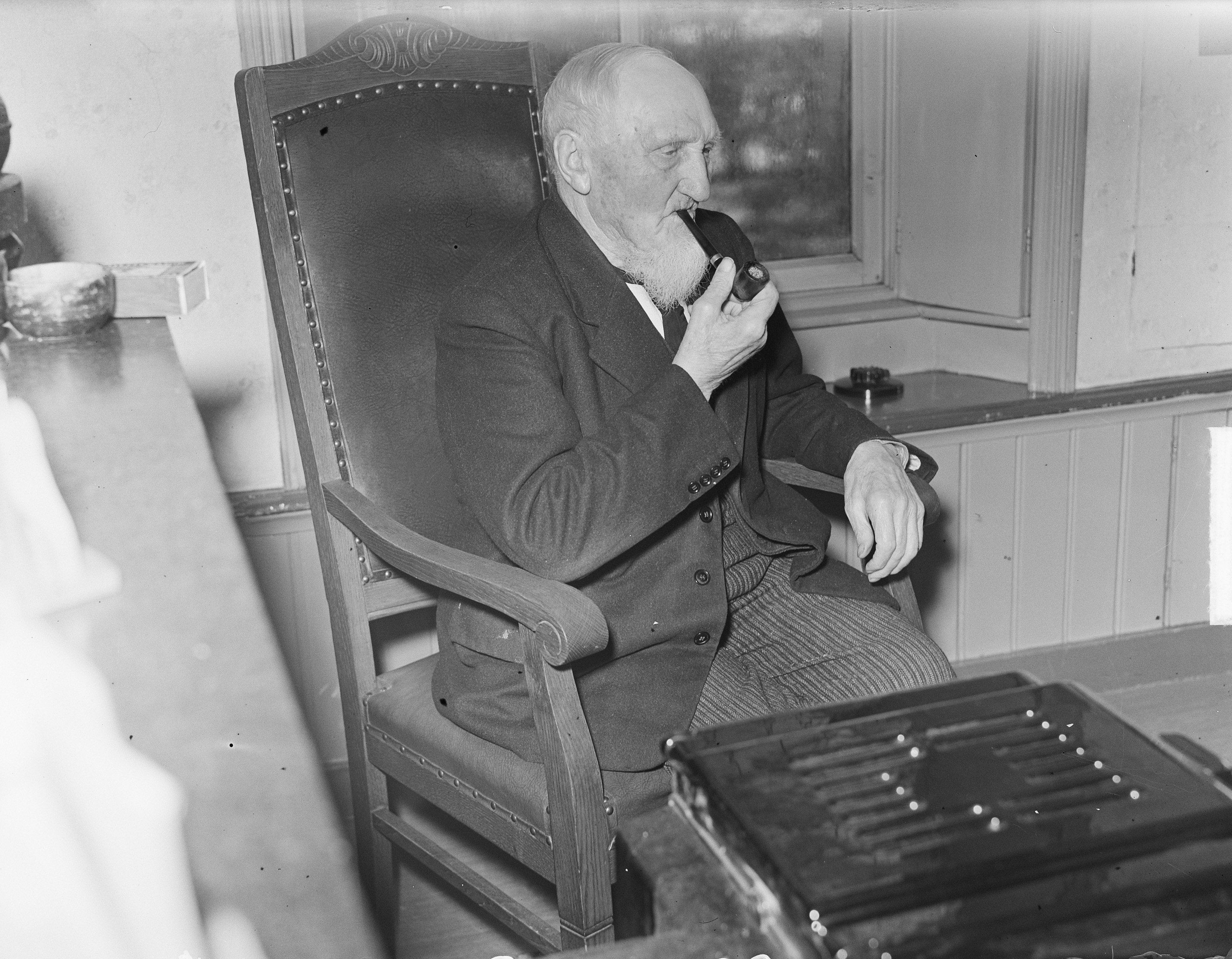
Довгожитель «дідусь Рейлінг» з Драувенермонда у 104 роки